# Тамбовско въстание (1920 – 1921)
Тамбовското въстание от 1920 – 1921 година е сред най-продължителните народни въстания против Съветската власт по време на Гражданската война в Русия. По своята същност то е антикомунистическо въстание.
Избухва в Тамбовска губерния. Наричано е също Антоновщина по името на Александър Антонов (сред ръководителите на въстанието), комуто често приписват водещата роля. Глава на въстанието е Пьотър Токмаков, командир на Обединената партизанска армия и председател на Съюза на трудовите селяни. В отговор на партизанските нападения и за да бъдат принудени селяните да предават и преследват въстаниците, са били разстрелвани заложници.
В това въстание болшевишкото правителство става първото правителство в историята използвало химическо оръжие срещу собственото си въстанало население.